# چوربک (شهرستان لیلک)
چوربک (به لاتین: Churbek) یک منطقهٔ مسکونی در قرقیزستان است که در شهرستان لیلک واقع شده‌است. چوربک ۹۲۶ نفر جمعیت دارد و ۱٬۲۱۵ متر بالاتر از سطح دریا واقع شده‌است.